# Hráči (film, 1998)
Hráči (Rounders) je film z roku 1998, který se odehrává v undergroundovém prostředí nelegálních pokerových her o velké peníze. Do něj přicházejí dva mladí pokeroví hráči, kteří se hrou snaží vydělat dost peněz, aby mohli splatit svůj vysoký dluh. Film režíroval John Dahl a hlavní role zahráli Matt Damon a Edward Norton.

## Děj
Děj filmu se odehrává v New Yorku. Mladý, ale zkušený pokerový hráč Mike McDermott (Matt Damon) jednoho večera prohraje veškeré úspory (30 000 $) v jediné hře proti ruskému mafiánovi, Teddymu „KGB“ (John Malkovich). Mike se po tomto incidentu rozhodne, že s kartami skončí a zaměří se na studium.
Dlouho se mu toto předsevzetí daří splnit, všechno se však změní s tím, když je z vězení propuštěn jeho dlouholetý kamarád, Lester „Červ“ Murphy (Edward Norton). Červ je také pokerový hráč a navíc má dluhy z minulosti, proto hned po propuštění začne vyhledávat velké pokerové akce. Mike poruší svoje předsevzetí a začne hrát s ním. Díky častému hraní začne mít problémy nejen se školou, ale i se svou přítelkyní Jo (Gretchen Mol).
Termín splacení Červových dluhů se ale blíží a proto se spolu s Mikem vydají pokusit se vydělat peníze jak jinak, než pokerem. Během několika dnů navštíví mnoho různých pokerových her. Jsou už blízko k vydělání potřebných peněz (15 000 $), ale poté je v jedné hře Červ přistižen při podvodu, oba hráči jsou ze hry vyhozeni a jejich peníze jsou nadobro pryč.
Červ uteče z města, Mike však prchat nehodlá. Dozví se, že Červův dluh je splatný Teddymu KGB, který ho před mnoha měsíci obral v pokeru o celoživotní úspory. Půjčí si peníze od svého učitele na vysoké škole, profesora Petrovskeho a jde hrát poker do nelegálního klubu, který Teddy KGB vlastní. Vyzve samotného Teddyho ke hře v Texas hold 'emu, a ten výzvu přijme.
Mikovi se nakonec podaří Teddyho porazit. Vydělá si dost peněz, aby mu na místě splatil Červův dluh a později i dluh u svého profesora, a navíc mu zbude 30 000 $, které v tom samém klubu před měsíci prohrál. V samotném závěru filmu ukončí své studium, rozloučí se s Jo a odjede do Las Vegas hrát hlavní turnaj na World Series of Poker.

## Obsazení
| Matt Damon     | Mike McDermott       |
| Edward Norton  | Lester 'Červ' Murphy |
| John Turturro  | Joey Knish           |
| Gretchen Mol   | Jo                   |
| John Malkovich | Teddy KGB            |
| Martin Landau  | Abe Petrovsky        |
| Famke Janssen  | Petra                |

## Pokračování
Pokračování filmu Hráči je plánováno. Film s názvem Rounders 2 (Hráči 2) je předběžně naplánován na rok 2014.